# Gare de Francisco Morato
La gare de Francisco Morato (en portugais Estação Francisco Morato) est une gare ferroviaire de la ligne 7 (Rubis) de la Companhia Paulista de Trens Metropolitanos (CTPM). Elle est située rue Gerônimo Caetano Garcia dans la municipalité de Francisco Morato à São Paulo, au Brésil.

## Situation ferroviaire

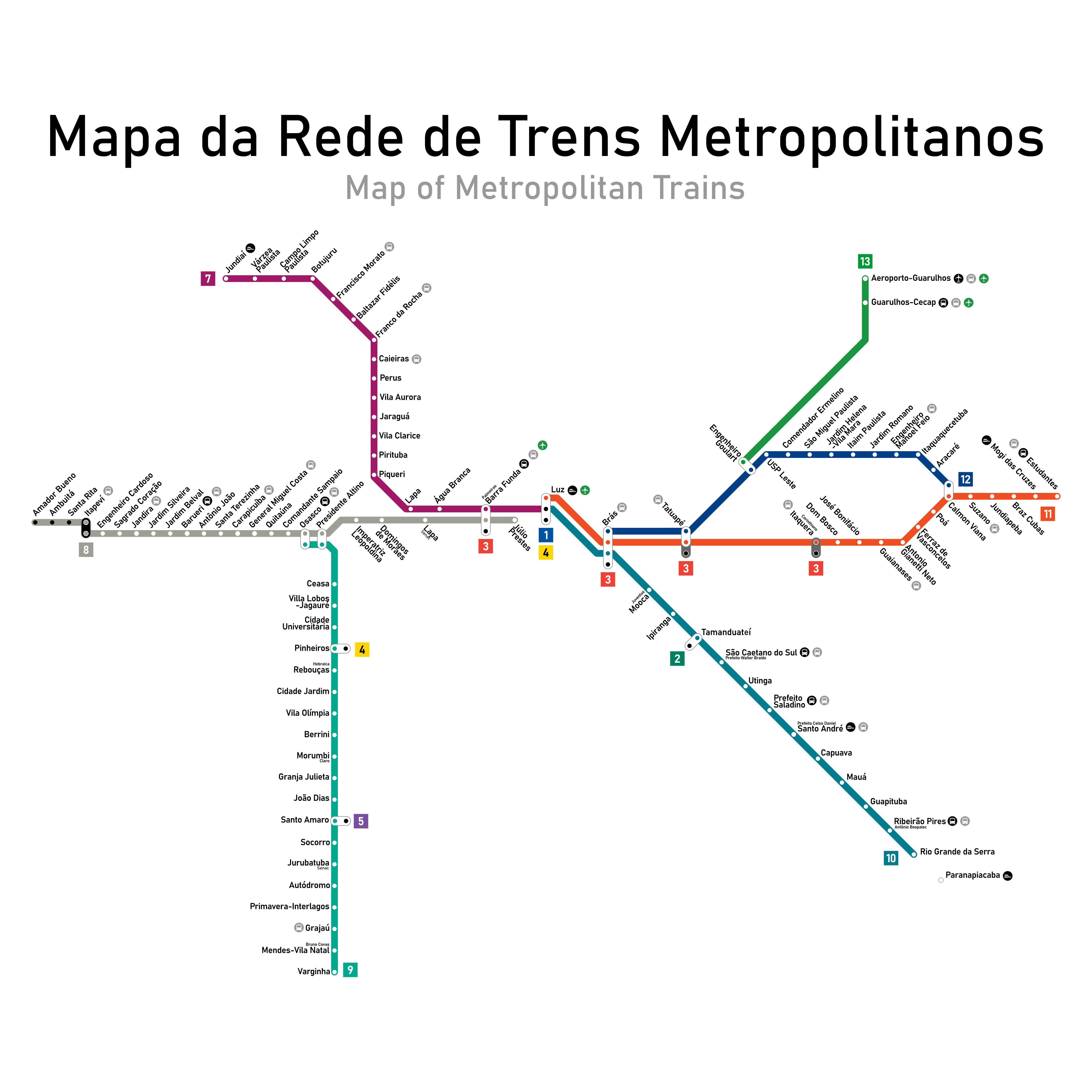
Plan des lignes de la CPTM (2020).

Établie à 771 mètres d'altitude, la gare de Francisco Morato est située sur la ligne 7 (Rubis) de la Companhia Paulista de Trens Metropolitanos (CTPM), entre la gare de Baltazar Fidélis, en direction de la gare terminus de Brás, et la gare de Botujuru, en direction de la gare terminus de Jundiaí. 